# Cerisano
Cerisano község (comune) Olaszország Calabria régiójában, Cosenza megyében.

## Fekvése
A megye délnyugati részén fekszik. Határai: Castrolibero, Falconara Albanese, Fiumefreddo Bruzio, Marano Principato és Mendicino.

## Története
A település első említése 1247-ből származik. A 15. század végéig Castrolibero része volt. A 19. század elején vált önálló községgé, amikor a Nápolyi Királyságban felszámolták a feudalizmust.

## Népessége
A népesség számának alakulása:

## Főbb látnivalói
- Palazzo Zupi
- Palazzo Sersale
- San Lorenzo-templom
- San Domenico-templom
- Madonna del Carmine-templom